# Les Enfants invisibles
Pour plus de détails, voir Fiche technique et Distribution.
Les Enfants invisibles (All the Invisible Children) est une collection franco-italienne de courts métrages commissionnée par le gouvernement italien et le Programme alimentaire mondial (PAM) . L’UNICEF a été associé à l'opération. Il a été présenté pour la première fois au festival de Venise en 2005.
Le film a été présenté aux festivals de Toronto, Berlin, Festival Européen du Film (Barcelone) et Dubaï

## Commentaire
Chacun des sept courts-métrages évoque une situation de précarité matérielle et affective endurée par les enfants dans différents pays. Chaque fois un enfant personnalise le sujet dans un scénario très écrit. Sont abordés les thèmes des enfants soldats, de la maltraitance familiale, de la drogue, du sida, du travail forcé, des enfants des rues, des enfants délinquants emprisonnés...
La bande originale du film contient un titre inédit de Tina Turner et Elisa Toffoli Teach Me Again.

## Réalisation
- Mehdi Charef : Tanza, Afrique
- Emir Kusturica : Blue Gypsy, Serbie et Monténégro
- Spike Lee : Jesus Children of America, États-Unis
- Kátia Lund : Joao and Bilu, Brésil
- Ridley Scott et Jordan Scott : Jonathan, Royaume-Uni
- Stefano Veneruso (it) : Ciro, Naples, Italie
- John Woo : Song Song and Little Cat, Chine

## Distribution
Tanza
- Adama Bila : Tanza
- Elysée Rouamba : Kali
- Rodrigue Ouattara : le chef

Blue Gypsy
- Uros Milovanovic : Uros
- Dragan Zurovac : la garde
- Vladan Milojevic : le directeur
- Goran R. Vracar : le père d'Uros
- Mihona Vasic : la mère d'Uros
- Dusan Krivec : le policier

Jesus Children of America
- Hannah Hodson : Blanca
- Andre Royo : Sammy
- Rosie Perez : Ruthie
- Hazelle Goodman : Mlle. Wright
- Coati Mundi : Eneba
- Damaris Edwards : La Queeta
- Lanette Ware : Monifa

Bilu & Joao
- Vera Fernandez : Bilu
- Francisco Anawake : Joao

Jonathan
- David Thewlis : Jonathan
- Kelly Macdonald : la femme de Jonathan
- Jordan Clarke : Jonathan jeune
- Jack Thompson : James
- Joshua Light : Mark
- Jake Ritzema : Jonathan adolescent

Ciro
- Daniele Vicorito : Ciro
- Emanuele Vicorito : Bertucciello
- Maria Grazia Cucinotta : la barmaid
- Ernesto Mahieux : l'homme dans la voiture
- Peppe Lanzetta : l'acheteur de montres volées
- Giovanni Mauriello : l'homme en costume gris
- Giovanni Esposito : le policier

Song Song and Little Cat
- Zhao Zhicun : Song Song
- Qi Ruyi : Little Cat
- Wang Bin : Grandpa
- Wenli Jiang : la mère de Song Song